# Tramazolin
A tramazolin allergia (szénanátha) elleni szer, de alkalmazható fertőzés (meghűlés, orr melléküreg- és középfülgyulladás) okozta orrdugulás/orrfolyás ellen is. Orrcsepp vagy -spray formájában alkalmazzák önállóan vagy más szerekkel kombinációban.
Hidroklorid monohidrát sója, vagy annak oldataként kerül forgalomba. A só vízben és alkoholban oldódó fehér vagy majdnem fehér kristály (op. 142–143°C).

## Működésmód
Az orr ereinek falában található adrenerg α-receptorokra hat. Hatására az erek összeszűkülnek, csökken a nyálkahártya duzzanata és az orr dugulása. Az ereken kevesebb vér folyik át. A folyadékmennyiség csökkenése a váladékképződés csökkenését okozza. 

## Készítmények
Magyarországon
- RHINOSPRAY PLUS 1,265 mg/ml oldatos orrspray

Más országokban számos önálló és kombinációs készítmény van forgalomban (lásd a Forrásoknál).